# Joaquín García Gámiz-Soldado
Joaquín García Gámiz-Soldado  (1863-1896) fue un periodista español.

## Biografía
Nacido en Madrid el 7 de octubre de 1863, fue un periodista dedicado fundamentalmente a los asuntos económicos. Perteneció a diversas sociedades económicas y literarias y escribió en los periódicos El Librecambista, El Siglo XIX, El Comercio Ibérico, El Progreso, El Crédito Público y La Gaceta de la Banca, que se publicaba bajo su dirección desde el año 1892. Falleció el 2 de agosto de 1896.